# Saint-Georges-sur-Erve
Saint-Georges-sur-Erve är en kommun i departementet Mayenne i regionen Pays de la Loire i nordvästra Frankrike. Kommunen ligger i kantonen Évron som tillhör arrondissementet Laval. År 2022 hade Saint-Georges-sur-Erve 394 invånare.

## Befolkningsutveckling
Antalet invånare i kommunen Saint-Georges-sur-Erve
| Referens: INSEE |